# Djomolo

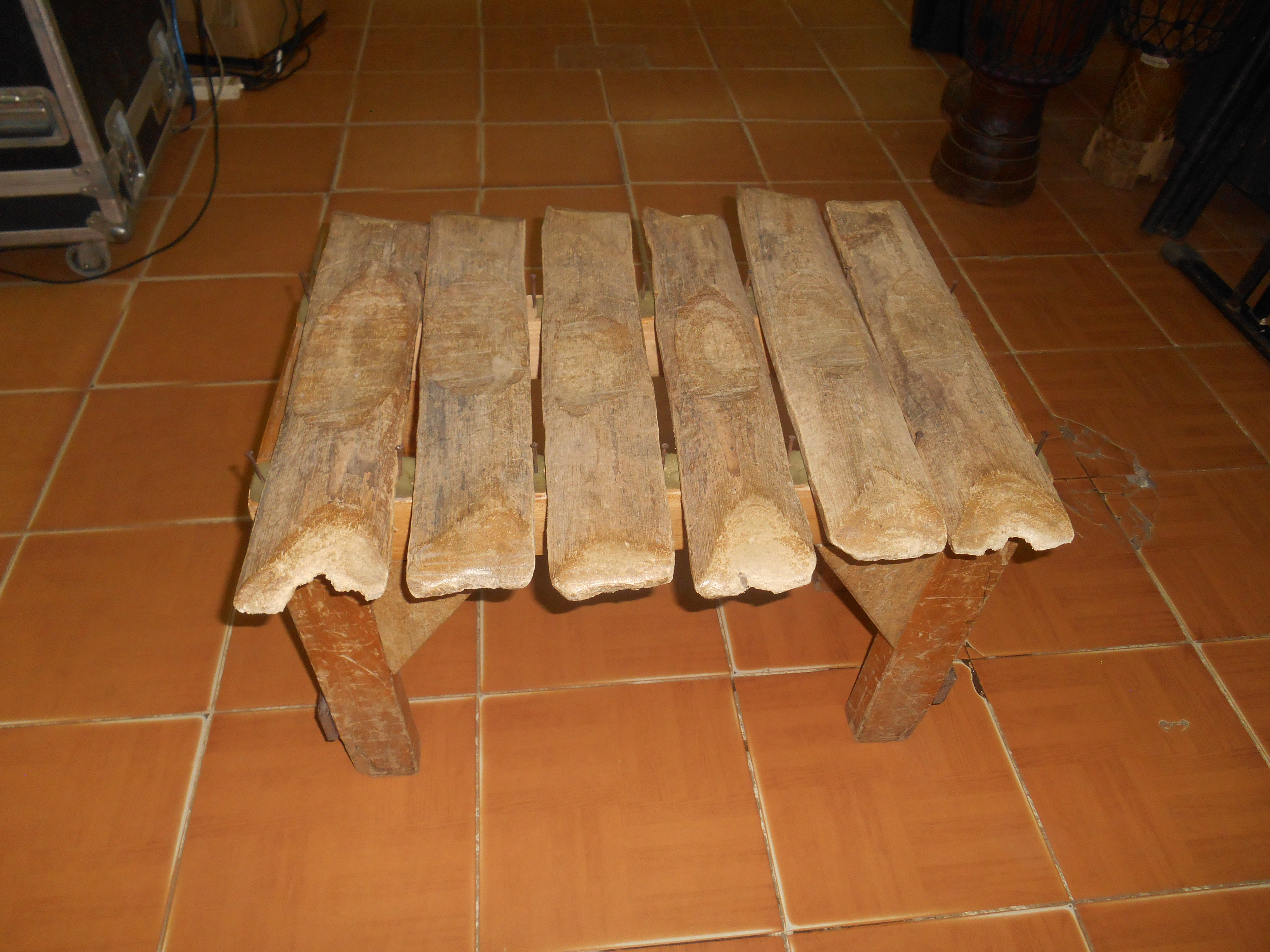
Un djomolo

Le djomolo est un instrument de musique de la famille des idiophones. Issu du peuple baoulé, il est joué en canon et ressemble à peu près au balafon.